# Quercus kerangasensis
Quercus kerangasensis — вид рослин з родини букових (Fagaceae), ендемік острова Борнео.

## Опис
Це дерево 20–30 метрів заввишки; стовбур до 50 см у діаметрі. Кора сіра, більш-менш гладка. Гілочки спочатку щільно жорстко-запушені, значно пізніше оголені, сірувато-коричневі, з численними викривленими сочевичками. Листки еліптично-ланцетні, 4–11 × 2–4 см; основа ослаблено гостра; верхівка гостра або загострена; край цілий; верх блискучий, голий; низ сірувато-зелений, безволосий, за винятком серединної жилки; ніжка ± гола, плоска або злегка борозниста зверху, 8–12 мм. Період цвітіння: червень. Чоловічі сережки завдовжки 1–2 см, запушені. Жолуді яйцювато-конічні або циліндричні, завдовжки 12–15 мм; чашечка з 5–7 концентричними, цілими або зубчастими кільцями; дозрівають у вересні.

## Середовище проживання
Ендемік острова Борнео: Бруней, Індонезія, Малайзія; зростає в заплавних первинних соснових лісах і вересовому лісі, на висотах до 400 метрів.

## Використання й загрози
Як правило, види Quercus використовуються як незначна деревина на Борнео. Тропічні ліси Борнео сильно піддаються втратам і перетворенням земель для промислових плантацій олійної пальми (Elaeis guineensis), акації та каучукового дерева (Hevea brasiliensis).